# Галльские венеты

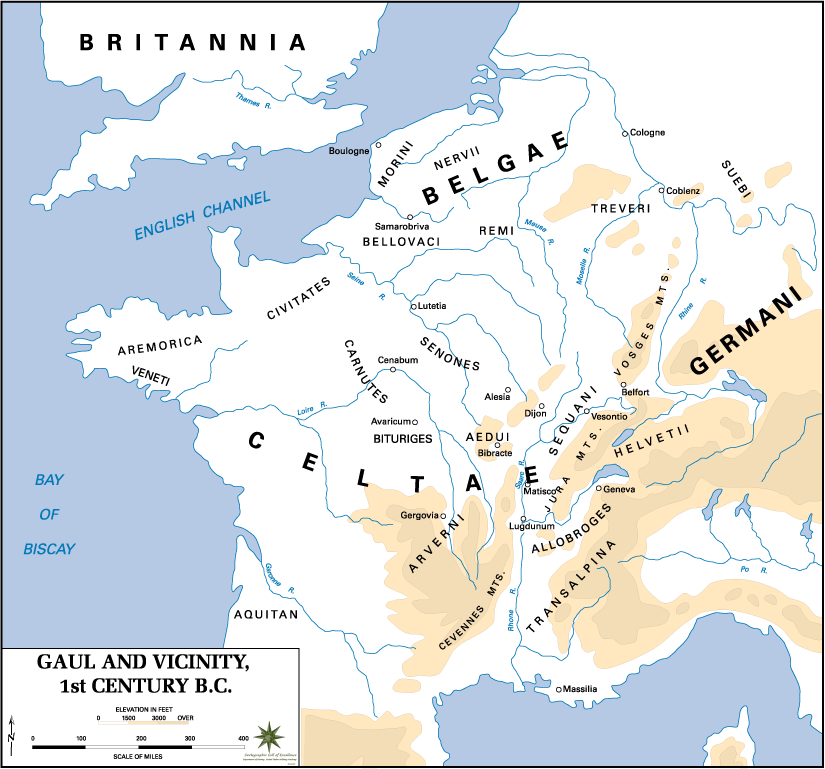
Кельтские племена Галлии в I в. до н. э.

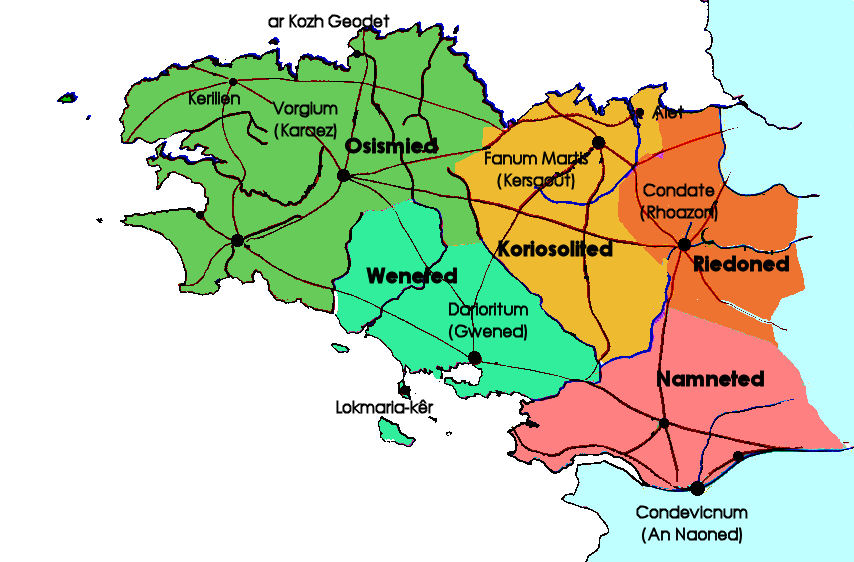
Племена в древней Бретани:
осисмии
венеты
куриосолиты
редоны
намнеты

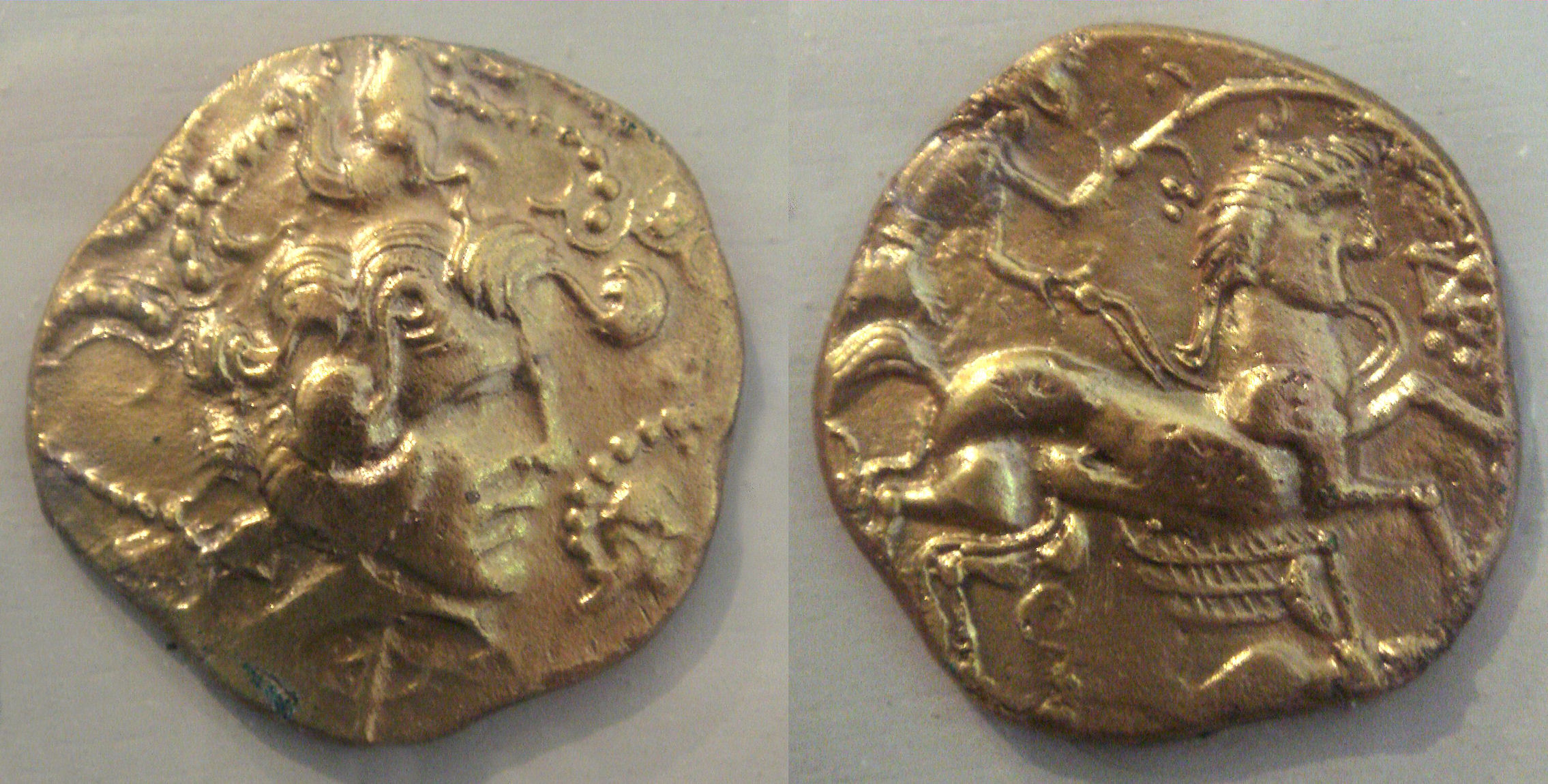
Монеты галльских венетов, V—I века до н. э.

Вене́ты (лат. Veneti) — кельтское племя на юге полуострова Бретань на северо-западе Галлии. Занимались мореплаванием.
Покорены Цезарем во время галльских походов 58-51 гг. до н. э.
В древности Бретань называлась Арморикой. Другими племенами, известными из этой области, были редоны (Redones), куриосолиты (Curiosolitae), осисмии (Osismii) и намнеты (Namnetes).
Наиболее известным городом в области венетов был Дариоритум (ныне известный как Ван), упоминаемый в «Географии» Птолемея. Бретонское название Ванна Gwened восходит к названию племени венетов.